# Kostas Fortounis
Konstantinos "Kostas" Fortounis, född 16 oktober 1992 i Trikala, Grekland, är en grekisk fotbollsspelare som sedan 2014 spelar för den grekiska klubben Olympiakos. Han spelar även för Greklands landslag.